# Raiffeisen (Suiza)
Raiffeisen es la cooperativa que une a todos los bancos independientes suizos Raiffeisen. Es responsable de la política y estrategia empresarial dentro del Grupo Raiffeisen.

## Descripción
Los 219 bancos Raiffeisen independientes de Suiza están organizados como cooperativas. Con un total de 896 sucursales, constituyen la red de sucursales más densa de cualquier banco suizo. Después de la adquisición de Credit Suisse por parte de la UBS, el grupo Raiffeisen se ha convertido en el segundo grupo bancario más grande de Suiza, con un patrimonio de clientes bajo gestión de 246,6 mil millones de francos. Desde junio de 2014, Raiffeisen está clasificado como uno de los bancos de importancia sistémica de Suiza y, por lo tanto, debe cumplir requisitos especiales en términos de capital. Raiffeisen Suiza tiene 3,65 millones de clientes en Suiza, de los cuales aproximadamente 1,9 millones son miembros de cooperativas, y por tanto, copropietarios de sus bancos regionales Raiffeisen.